# 1838
| 1838                                |
| ----------------------------------- |
| Dødsfald - Fødsler                  |
| • Begivenheder • Litteratur • Musik |

| Gregoriansk kalender | 1838 MDCCCXXXVIII       |
| Ab urbe condita      | 2591                    |
| Armensk kalender     | 1287 ԹՎ ՌՄՁԷ            |
| Kinesiske kalender   | 4534 – 4535 丁酉 – 戊戌 |
| Etiopisk kalender    | 1830 – 1831             |
| Jødisk kalender      | 5598 – 5599             |
| Hindukalendere       |                         |
| - Vikram Samvat      | 1893 – 1894             |
| - Shaka Samvat       | 1760 – 1761             |
| - Kali Yuga          | 4939 – 4940             |
| Iransk kalender      | 1216 – 1217             |
| Islamisk kalender    | 1254 – 1255             |

Konge i Danmark: Frederik 6. 1808-1839

Se også 1838 (tal)

## Begivenheder

### Januar
- 6. januar – Samuel Morse demonstrerer første gang offentligt sin opfindelse telegrafen

### April
- 8. april Den første transatlantiske dampskibsrute bliver indviet mellem Bristol i England og New York i USA. Ruten blev besejlet af Isamberd Brunels dampskib Great Western

### September
- 7. september - Grace Darling bliver national helt efter at have reddet skibbrudne sejlere
- 17. september – Efter at have boet i Rom siden 1797 vender billedhuggeren Bertel Thorvaldsen hjem til København . Han får en heltemodtagelse og atelier og bolig på Charlottenborg

### Oktober
- 1. oktober – den britiske hær invaderer Afghanistan for at hindre russisk indflydelse

### November
- 5. november - Mellemamerikas Forenede Stater begynder at gå i opløsning, da Nicaragua udtræder af føderationen

### December
- 16. december - Boerne slår zuluhæren ved Blood River i Natal

## Født
- 28. januar - James Craig Watson, canadisk-amerikansk astronom. (død 1880).
- 18. februar – Ernst Mach, østrigsk fysiker og filosof. (død 1916).
- 16. april - Ernest Solvay, belgisk kemist og filantrop, startede Solvay konferencen i 1911 (død 1922).
- 8. juli – Ferdinand von Zeppelin, tysk luftskibskonstruktør. (død 1917).
- 25. oktober – Georges Bizet, fransk komponist. (død 1875).
- 23. november – Otto Mønsted, dansk købmand og fabrikant. (død 1916).
- 29. november – Giovanni Losi, italiensk katolsk missionær. (død 1882).